# Gnathophis asanoi
Gnathophis asanoi és una espècie de peix pertanyent a la família dels còngrids.

## Descripció
- Pot arribar a fer 35 cm de llargària màxima.
- Nombre de vèrtebres: 139-140.
- 239 radis tous a l'aleta dorsal.
- 159 radis tous a l'aleta anal.
- El tracte gastrointestinal i les aletes són de coloració clara.[3]

## Hàbitat
És un peix marí i batidemersal que viu entre 280 i 440 m de fondària.

## Distribució geogràfica
Es troba al Pacífic occidental: les illes Filipines.

## Observacions
És inofensiu per als humans.